# Horst Bergmann
Horst Bergmann (ur. 24 listopada 1937 w Nowej Soli, zm. 10 września 2016) – zachodnioniemiecki zapaśnik walczący w stylu wolnym. Olimpijczyk z Rzymu 1960, gdzie zajął siedemnaste miejsce w kategorii 67 kg.
Mistrz RFN w 1960 i 1965; drugi w 1957, 1962, 1964 i 1966 roku.